# Джасвант Сингх II
Джасвант Сингх II (хинди जसवंत सिंह द्वितीय; 1838 — 11 октября 1895) — 24-й махараджа раджпутского княжества Джодхпур с 4 февраля 1873 по 11 октября 1895 года.

## Рождение
Он родился в 1838 году в Ахмаднагаре в Гуджарате. Старший сын Тахта Сингха (1819—1873), махараджи Джодхпура (1843—1873). Его матерью была Шри Бада Ранаватиджи Махарани Гулаб Канварджи Маджи Сахиба, дочь Тхакура Шри Рор Сингхджи из Дхамодхара в Партабгархе, и первая жена Тахта Сингха.

## Брак
У него было восемь жен, из которых первая — дочь Джам Сахиба Наванагара, Пуариджи — была главной супругой. У него было трое сыновей и две дочери:
- Махараджкумар Шри Кешари Сингхджи Сахиб Бахадур (+ 6 января 1872)
- Сардар Сингх (1880—1911), махараджа Джодхпура (1895—1911)
- Махарадж Шри Паредж Сингхджи Сахиб (+ март 1900)
- Махараджкумари Шри Марудхар Канварджи Байджи Лалл Сахиба
- Махараджкумари Шри Сурадж Канварджи Байджи Лалл Сахиба

## Правление

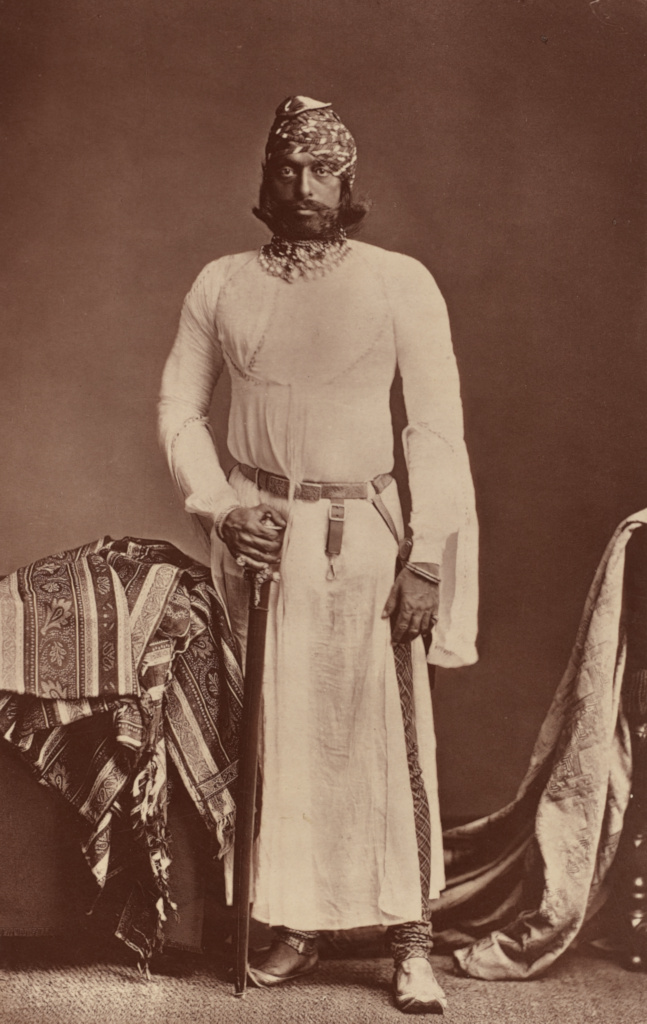
Махараджа Джасвант Сингх II из Джодхпура

4 февраля 1873 года после смерти своего отца Тахта Сингха Джасвант Сингх унаследовал княжеский престол в Джодхпуре.
Правление Джасванта Сингха II было отмечено значительным процветанием, реформами и работами по развитию. Он учредил суды, ввел систему расчета доходов и реорганизовал все государственные ведомства. Кроме того, он развивал инфраструктуру штата, внедряя телеграф, железные дороги (государственная железная дорога Джодхпур) и развивая дороги. Он сформировал кавалерийский корпус Имперской службы, который позже принимал активное участие в Европейской войне. Он был удостоен чести и был произведен в рыцари Великого командора Ордена Звезды Индии в 1875 году.

## Инцидент со Свами Даянандой
Джавант Сингх пригласил Свами Даянанду, поскольку находился под влиянием его идей. Но трагедия произошла, когда Даянанда был отравлен 29 сентября 1883 года, когда он был княжеским гостем Джасванта Сингха II, собственным поваром Даянанды, который вступил в сговор с придворной танцовщицей. Махараджа быстро организовал услуги врача и организовал отправку Свамиджи в Маунт-Абу по совету резидента.

## Смерть
Он умер 11 октября 1895 года, и ему наследовал его второй сын Сардар Сингх.

## Джасвант Тада

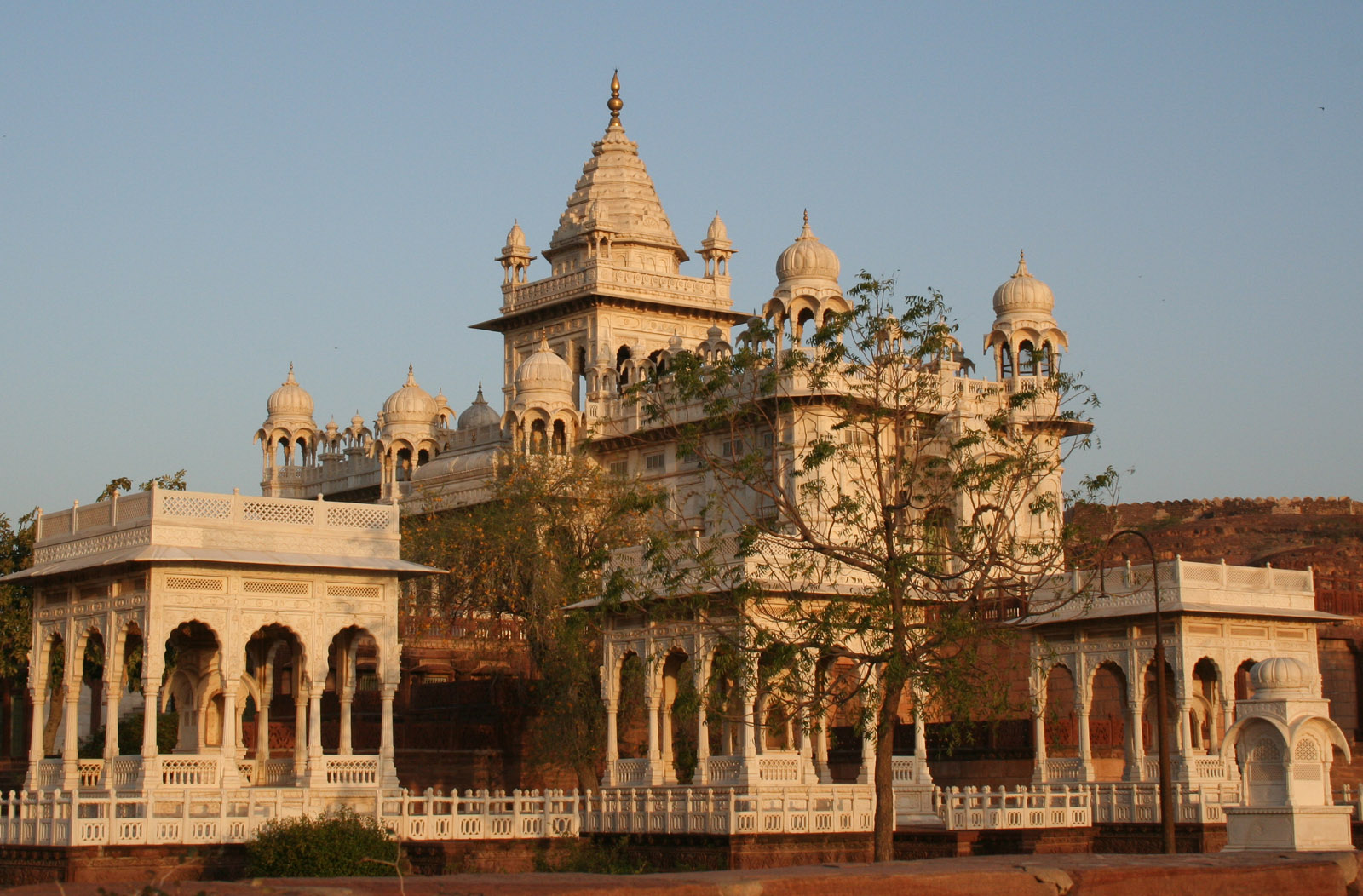
Мавзолей Джасвант Тада в Джодхпуре, Индия

Джасвант Тада — архитектурная достопримечательность, расположенная в Джодхпуре. Это мемориал из белого мрамора, построенный Сардаром Сингхом в 1899 году в память о махарадже Джасванте Сингхе II.